# ناتان زالتس
البروفيسور ناتان زَالْتس (بالعبرية:נתן זלץ (1912 - 27 يوليو 2003) طبيب إسرائيلي أمريكي المولد، ويعتبر والد ومؤسس الطب الجراحي الحديث في  إسرائيل.
في عام 1978، حصل على جائزة إسرائيل للطب. 

## حياته
ولد في مدينة نيويورك عام 1912 وتخرج من كلية الطب بجامعة إيموري. وبعد فترة تدريبه التحق بالفيلق الطبي بالجيش الأمريكي في عام 1941، وعمل كجراح كتيبة لمدة أربع سنوات، وشارك في حملة شمال إفريقيا وغزو ساليرنو في  إيطاليا. وخلال هذا الوقت فقد سمعه، وحصل وسام القلب الأرجواني. كما حصل على ثلاث نجوم برونزية.
بعد الحرب العالمية الثانية، تدرب في جامعة نيويورك وكان رئيسًا مقيمًا للجراحة في مركز بلفيو الطبي بجامعة نيويورك.
في عام 1950، انتقل إلى إسرائيل مع زوجته (د. أرمين زالتس)، واستقر في القدس، حيث مارس الطب في مركز هداسا الطبي.

## عمله
في غضون سنوات قليلة، أصبح زالتس الجراح الرائد في إسرائيل. وفي عام 1961، تم تعيينه مديرًا لقسم الجراحة أ، وفي عام 1962 تم تعيينه رئيسًا لجميع أقسام الجراحة في مستشفى هداسا.

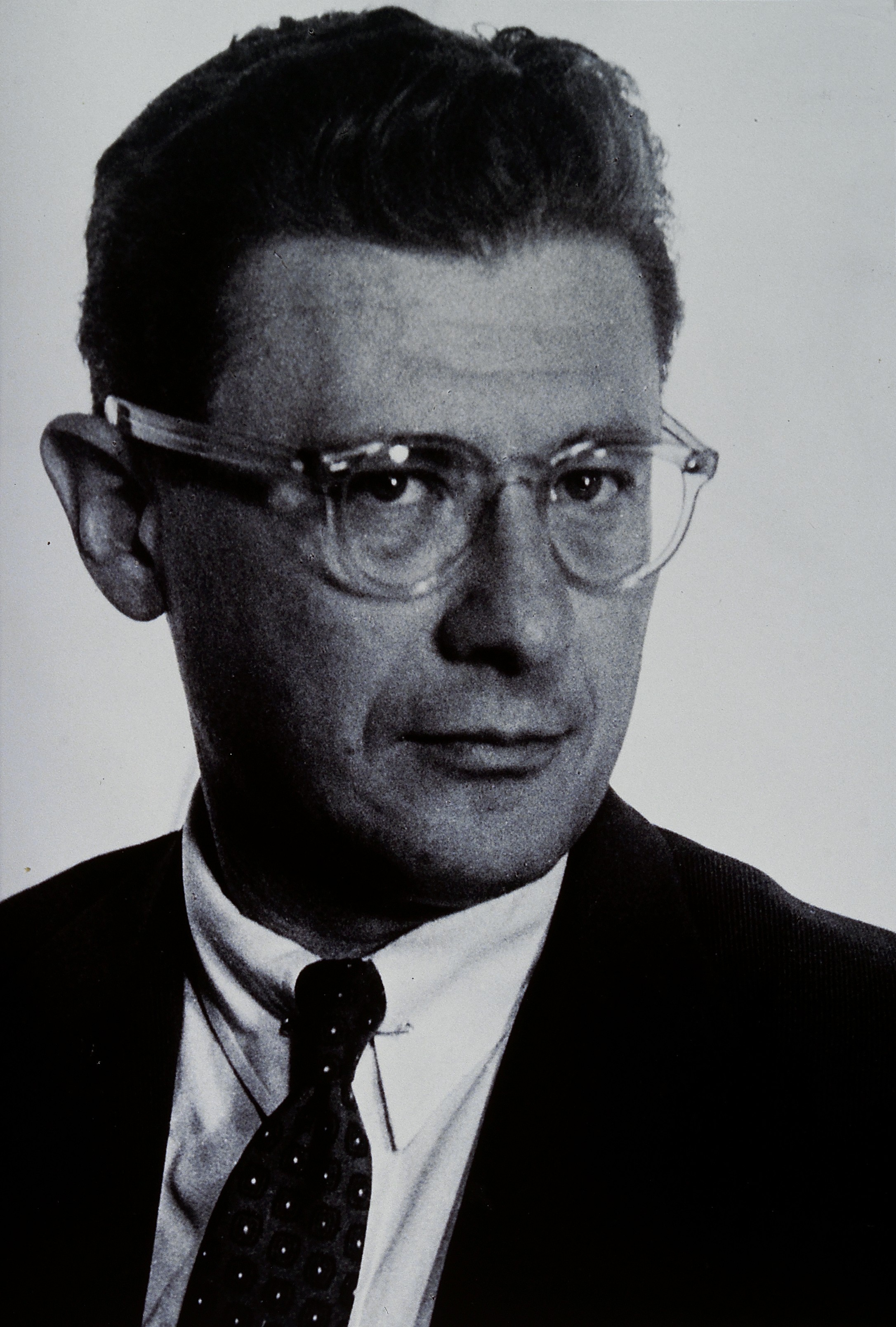
ناتان زالتس

وبدأ تعيينه كرئيس قسم الجراحة حقبة جديدة للجراحة الإسرائيلية. كان لدى زالتس هدفان: الأول هو جلب الجراحة الأكاديمية الحديثة إلى هداسا، والآخر هو إنشاء نظام للتعليم الجراحي، مشابه للموجود في الولايات المتحدة. فوفقًا للنظام الأمريكي، كان الجراح مسؤولاً ليس فقط عن رعاية المريض، ولكن أيضًا عن مشاركة معرفته وخبرته مع طلابه. اختلف هذا عن النظام الأوروبي الذي كان يُمارس في ذلك الوقت في إسرائيل، والذي كان قائمًا على الخبرة الشخصية لرئيس قسم الجراحة الذي يبدو أنه كلي القدرة، وليس على الأبحاث السريرية والأدبيات الطبية الحالية. وهكذا، طور زالتس منهجًا جديدًا للتدريب المنهجي للأطباء شمل الاستشارات السريرية، والتعليمات أثناء الجراحة، والتقييم الرسمي بعد الجراحة، والكونسيليا الأسبوعية المكثفة، وتسبب في أن تصبح كلية الطب والتدريب الجراحي لها مكانة بارزة في إسرائيل ومشهورة في الخارج.
تحت قيادته كأستاذ ورئيس قسم الجراحة، أصبح مركز هداسا الطبي الرائد في الجراحة السريرية في إسرائيل.  ومن خلال قوة شخصيته وسمعته جمع أفضل العقول الجراحية في البلاد. ومعظم رؤساء ورؤساء الخدمات الجراحية في إسرائيل اليوم إما متدربون أو طلاب له. وبحلول عام 1978، كان أكثر من أربعين من رؤساء الأقسام وأساتذة الجراحة في إسرائيل من طلابه السابقين.
قدم زالتس ونشر مبادئ رعاية الصدمات في جميع أنحاء الأنظمة الطبية الإسرائيلية المدنية والعسكرية. بالاعتماد على خبرته الواسعة في ميدان المعركة وفهمه الشامل للعمليات المرضية الفيزيولوجية التي تحدث في حالات الصدمة، قام بتدريب جيل كامل من أطباء الجيش على تقنيات الجراحة الميدانية والممارسة الطبية في ظل ظروف القتال.
خلال حرب الأيام الستة، عندما كان مستشفى هداسا يعمل كمستشفى ميداني، كانت خبرة زالتس الأكاديمية والبحثية والقتالية أساسية في علاج مئات الجرحى الذين ملأوا غرف المستشفى وممراتها.
كان المشهد مشابهًا خلال حرب يوم الغفران عام 1973، إلا أنه بحلول ذلك الوقت، كان طلابه هم من يديرون المستشفى الميداني في رفيديم في صحراء سيناء. تعليمه هو المعيار اليوم للهيئة الطبية في الجيش الإسرائيلي، وقد تم تبني أساليبه من قبل الهيئات الطبية العسكرية في جميع أنحاء العالم.
كان عضوًا بارزًا في جمعية جراحة هنري الرابع، وكان زميلًا في الكلية الأمريكية للجراحين، ورئيس تحرير المجلة الإسرائيلية للطب.
غادر زالتس مركز هداسا الطبي عن عمر يناهز 65 عامًا. بعد ذلك بعام، أنشأ قسمًا جراحيًا جديدًا في مستشفى بيكور شوليم في وسط مدينة القدس. هناك شغل منصب رئيس القسم حتى تقاعد في سن الثمانين.

## وفاته
توفي في القدس بتاريخ 27 تموز 2003.

## جوائز
- في عام 1978، حصل زالتس على جائزة إسرائيل للطب.[4] وأشار أعضاء لجنة جائزة إسرائيل في قرارهم إلى أن «البروفيسور زالتس متميز في صدقه وتواضعه ومسؤوليته ونهجه الإنساني واستعداده لمساعدة المرضى في جميع الأطراف. لقد قطع طريقا مضيئا لممارسي الطب الآخرين».
- في عام 1984، حصل على جائزة ياكير يروشالايم من مدينة القدس.[5]
- حصل على الدكتوراه الفخرية. من الجامعة العبرية في القدس.